# Johannesbreven
Johannesbreven är en samlingsbeteckning för Första Johannesbrevet, Andra Johannesbrevet och Tredje Johannesbrevet, tre skrifter som ingår i Nya testamentets brevlitteratur i Bibeln. Till sitt innehåll och sin stil liknar breven Johannesevangeliet. I framför allt Första Johannesbrevet betonas att Jesus och den himmelske Kristus är densamme, och mer än i någon annan av Nya testamentets skrifter läggs tonvikten på Guds kärlek till människorna.
Inget av de tre breven uppger vem som har författat dem, men sedan biskop Irenaeus hänvisade till de två första breven på 180-talet, har dessa båda kopplats samman med Johannes, Sebedaios son, som enligt evangelierna var en av de tolv lärjungar som ingick i Jesus närmaste krets. Tredje Johannesbrevet omnämns från och med mitten av 200-talet, och genom sin likhet med Andra Johannesbrevet (båda skrevs exempelvis av någon som benämns den gamle) kom även detta brev att fogas till de andra och bilda de tre Johannesbreven. Sedan åtminstone Athanasios påskbrev år 367, kom alla tre att ingå i den samling på sju brev som genom att ha en allmän (katolsk) adressat benämns katolska,, då utöver Johannesbreven också Jakobsbrevet, Första Petrusbrevet, Andra Petrusbrevet och Judasbrevet. Medan Andra och Tredje Johannesbreven framstår som verkliga brev, saknar Första Johannesbrevet de typiska kännetecknen på att vara ett brev, då det saknar bland annat den för brev typiska inledningen och avslutningen. Det liknar mer ett förmaningstal riktat till johanneiska kristna, eller en predikan.
De flesta forskare antar att de tre breven skrevs ungefär samtidigt och troligen efter Johannesevangeliet under 90-talet, eller cirka år 100. Eftersom breven är så lika varandra i språk och till innehåll, menar majoriteten forskare att de har skrivits av samma person. Breven tillskrivs som regel någon, känd eller okänd, inom den johanneiska traditionen, ofta någon av de senare redaktörerna av Johannesevangeliet. En populär teori är att de skrevs av en viss presbyter, församlingsäldste, vid namn Johannes, som omtalas i kyrkohistorien.

## Innehåll och mottagare

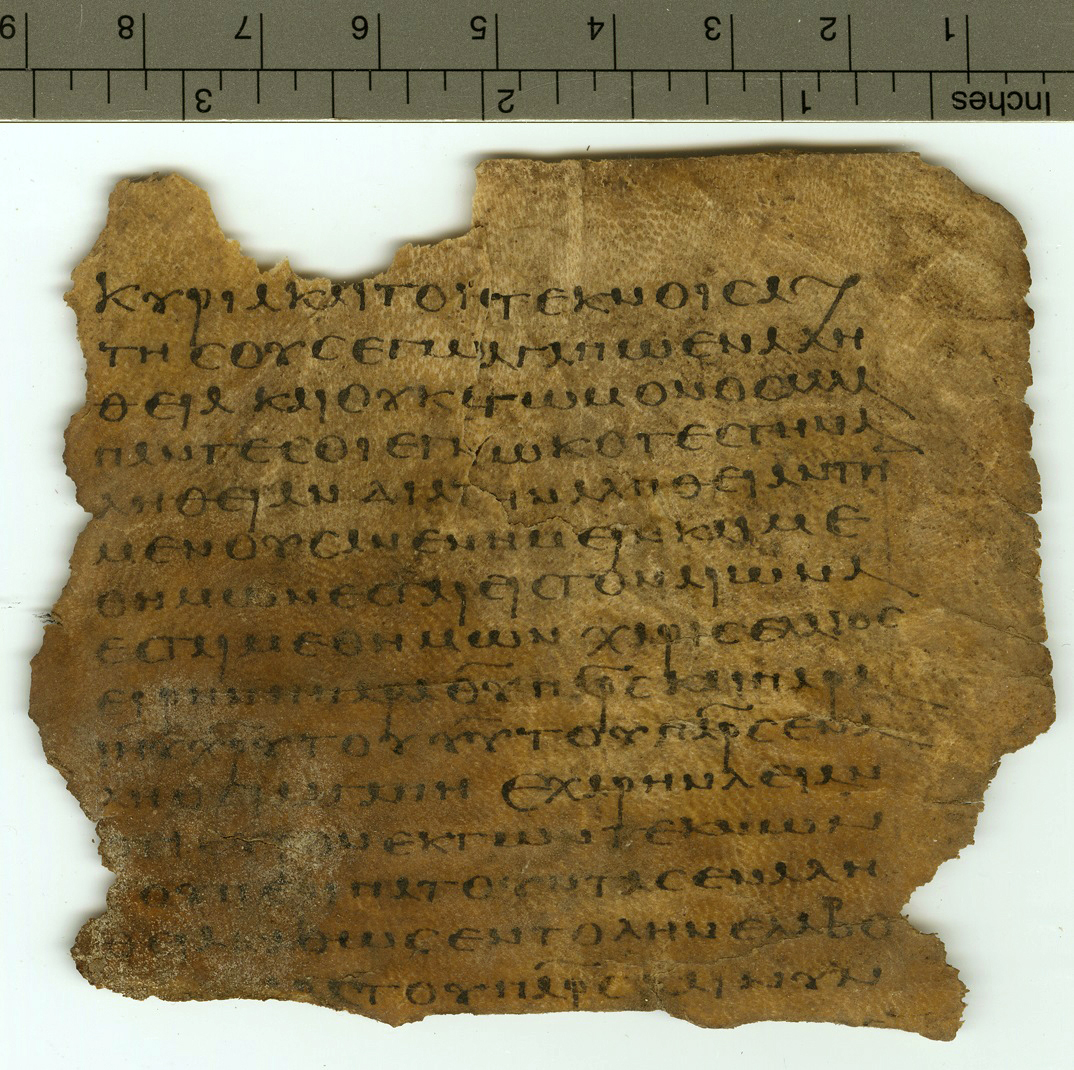
En pergamenthandskrift från cirka 400- eller 500-talet (Uncial 0232). Handskriften består av endast ett blad och innehåller delar av Andra Johannesbrevet.

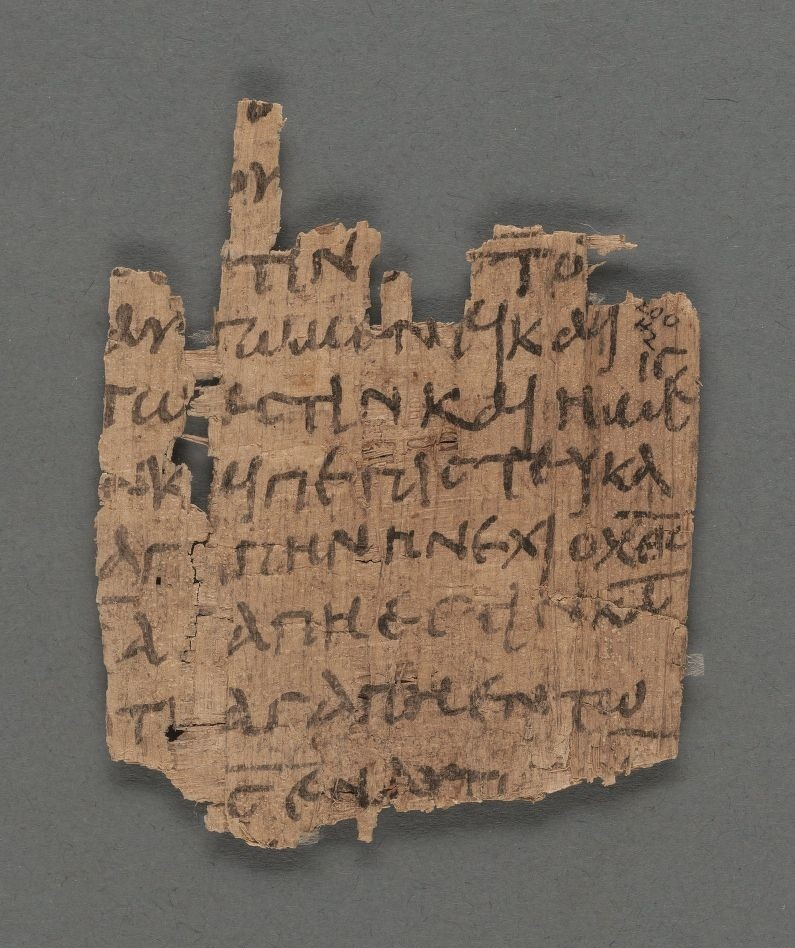
Papyrushandskriften ^{9} (P. Oxy. III 402). Handskriften är paleografiskt daterad till 200-talet och är den äldsta bevarade texten av Första Johannesbrevet, då delar av 4:11–12 (recto) och på bilden 4:14–17 (verso).

### Brevens utformning
Första Johannesbrevet skiljer sig från Andra och Tredje Johannesbreven genom sin form, men de förenas alla genom språk, stil, innehåll, teman och föreställningsvärld. Andra och Tredje Johannesbreven är utformade som regelrätta antika grekisk-romerska brev, med hälsningsfraser och avslut, medan Första Johannesbrevet saknar sådana kännetecken och mer påminner om en predikotext eller ett förmaningstal. Trots detta menar de flesta forskare att den personliga och vänliga tonen, det faktum att författaren tar upp en specifik problematik och viljan att överbrygga rumsliga avstånd, knyter samman det med hur ett brev kunde ha utformats, även om det var avsett för en vidare publik. Medan Första Johannesbrevet med sina 2137 ord är det längsta av Nya testamentets katolska brev, är Andra och Tredje Johannesbreven med sina endast 245, respektive 219 ord i det grekiska originalet, Nya testamentets kortaste böcker. Johannesbreven, och då i synnerhet det första, tillhör de texter som de som studerar Nya testamentet på grekiska brukar läsa först.

### Brevens mottagare och situation
Johannesevangeliet och Johannesbreven skrevs ungefär samtidigt och i ett likartat sammanhang för att behandla samma frågeställningar. Sammanhanget förefaller vara judiskt och fokuserar på bekännelsen av Jesus som Messias. Alla skrifterna ger uttryck för en pågående schism, eller konflikt, där motståndare hotar mottagarnas, och deras samhällens, identitet och grundläggande normer. Det som skiljer Johannesbreven från Johannesevangeliet är inte tid, plats och innehåll, utan troligen författaren. Men även om texten har en judisk karaktär, menar många att de tre breven ändå riktar sig till kristna och att inte mycket i dem talar för en församling som domineras av judar. Andra ser dock likheter mellan Johannesbrevens uttryck för dualism och den sekteristiska judiska grupp som kopplas samman med Qumran och Dödahavslitteraturen (och som ofta anses ha varit esséer), och menar att den johanneiska rörelsen kan ha utgått från en liknande typ av schismatisk judendom.
Tolkningen av situationen i Första Johannesbrevet är att en grupp sägs ha ”utgått från oss” (1 Joh 2:19), det vill säga har brutit sig loss från det samfund som brevskrivaren tillhör, delvis till följd av en stor skillnad i synen på kristologin. Utbrytarna beskrivs som ”många antikrister [som] trätt fram” (1 Joh 2:18), och de förefaller ha anammat en doketisk uppfattning, genom att förneka ”att Jesus är Kristus” (1 Joh 2:22). Utifrån brevskrivarens uppmaning att inte lyssna till ”falska profeter” (1 Joh 4:1) och ”Antikrists ande”, som förnekar att Jesus är från Gud (1 Joh 4:3), utan erkänna ”att Jesus Kristus har kommit i mänsklig gestalt” (1 Joh 4:2), kan slutsatsen dras att dessa utbrytare just menade att Jesus inte kommit i mänsklig gestalt utan i form av en fantom.

### Brevens innehåll

#### Första Johannesbrevet
Första Johannesbrevet inleds med en prolog (1 Joh 1:1–4) och därefter en avdelning som fokuserar på att Gud är ljus och att vi måste vandra i ljuset (1 Joh 1:5–3:10). Nästa avdelning inriktar sig på kärlekens budskap – att vi måste vandra som barnen till kärlekens Gud som har älskat oss i Kristus, och visa kärlek mot varandra – samt ger vägledning för hur man kan igenkänna falska profeter (1 Joh 3:11–5:12). Brevet avslutas med en försäkran om att de som tror på Guds sons namn skall veta att de har evigt liv (1 Joh 5:13–21). Första Johannesbrevet tar mer än någon annan skrift upp Guds kärlek till alla människor, samtidigt som kärleken till ens nästa främst riktas till kretsen av Johanneskristna.
Medan Första Johannesbrevet alltid har haft en stor plats i den kristna kyrkan, har de två andra Johannesbreven sällan använts. De korta Andra och Tredje Johannesbreven påminner om varandra genom sin brevform, och avviker från övriga katolska brev genom att vara riktade till en bestämd person eller församling.

#### Andra Johannesbrevet
Andra Johannesbrevet inleds med en hälsning från ”den gamle” eller ”den äldre” till den utvalda frun och hennes barn. ”Nåd, barmhärtighet och frid” följs av det johanneiska tillägget om ”sanning och kärlek” (2 Joh 1–3). Därefter följer kärleksbudskapet om att älska varandra, hålla Guds bud, och att leva i kärleken, samt att förbli i Kristi lära (2 Joh 4–11). Brevet avslutas med att ”den gamle” uttrycker en förhoppning om ett framtida personligt möte och därefter följer en sluthälsning (2 Joh 12–13).

#### Tredje Johannesbrevet
Tredje Johannesbrevet liknar mycket Andra Johannesbrevet i sitt författarskap och format, i sin stil och längd, men är olik när det gäller innehåll. Brevet inleds med en hälsning från ”den gamle” till hans käre Gaius och han gläds över att denne lever i sanningen (3 Joh 1–4). En viss Diotrefes har vägrat ta emot utsända missionärer, inklusive dem som skickats ut av ”den gamle”. Hans ovilja till gästfrihet har föranlett ”den gamle” att skriva till Gaius för att be denne att ta ett större ansvar för dessa missionärer (3 Joh 5–12). Brevet avslutas med en förhoppning om att de ska få möjlighet att mötas och talas vid personligen.

## Mottagande och äkthet

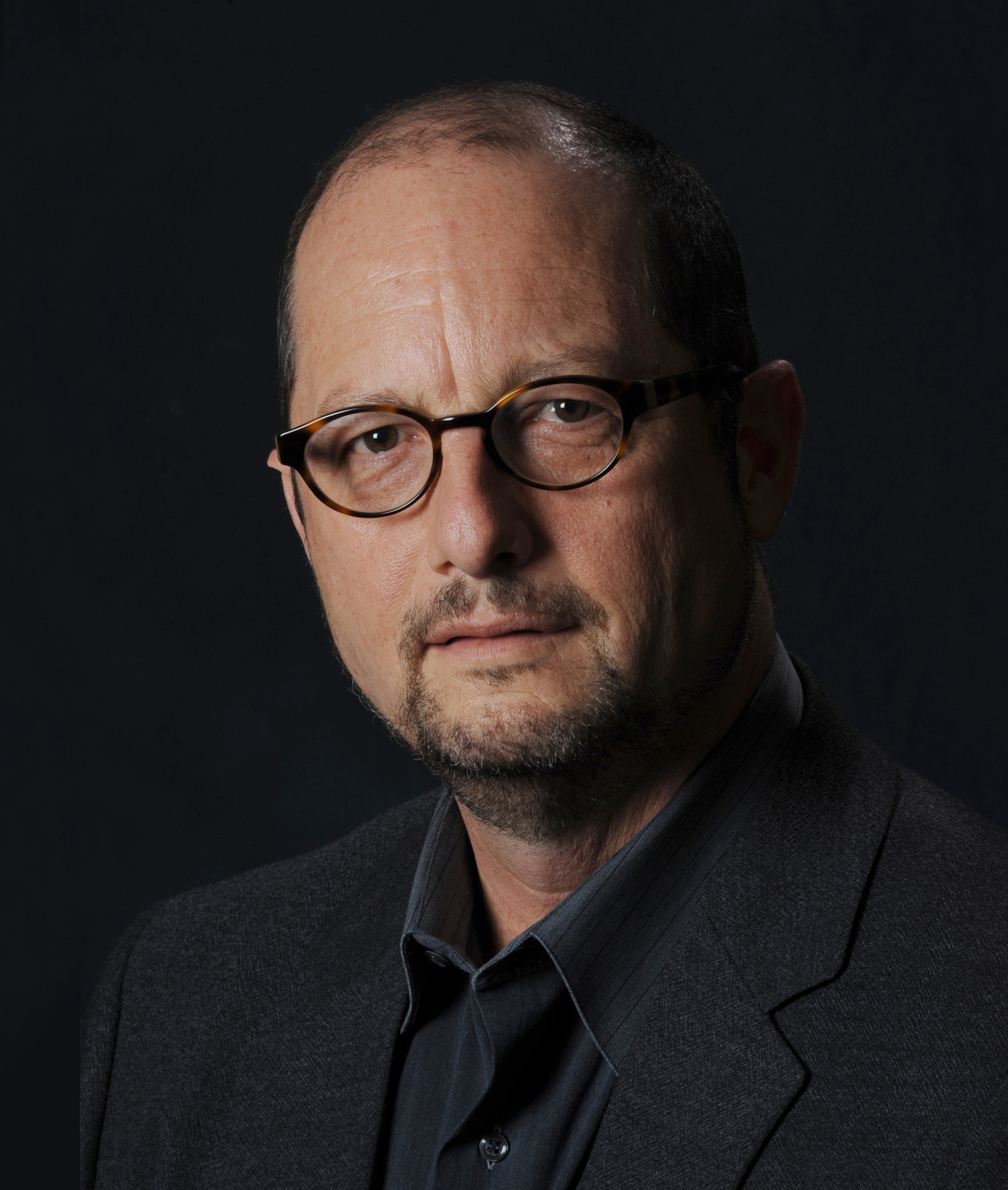
Bart D. Ehrman menar att Första Johannesbrevet är en förfalskning eftersom författaren utger sig för att vara något han inte var – någon som tillhört Jesu innersta krets.

### Kanon
Vad gäller kanonprocessen, förekommer Första Johannesbrevet, och kanske även Andra Johannesbrevet, i de äldsta listorna. Muratoriekanon (cirka 170–300-talet) nämner två Johannesbrev, Första och troligen Andra. Kyrkofäder som Origenes (cirka 250) och Eusebios (början av 300-talet) gav status åt Första Johannesbrevet, medan Andra Johannesbrevet, och i ännu högre utsträckning Tredje Johannesbrevet, var ifrågasatta fram till 300-talet. På 300-talet kom dock alla tre brev generellt, av den västliga kyrkan, att betraktas som kanoniska och kopplades samman med evangelisten Johannes, medan kyrkan i öst tog längre tid på sig.

### Katolska brev
Sju korta brev i Nya testamentet har traditionellt benämnts ”katolska brev”. Det är Jakobsbrevet, Första Petrusbrevet, Andra Petrusbrevet, Första Johannesbrevet, Andra Johannesbrevet, Tredje Johannesbrevet och Judasbrevet. De kallas för ”katolska” (grekiska: καθολική, katholikē) eftersom de riktar sig till en ”allmän” adressat. Emedan de flesta av dem inte skrevs med någon bestämd kyrka eller person i åtanke, utgör Andra Johannesbrevet och Tredje Johannesbrevet de uppenbara undantagen. De är ställda till ”den utvalda frun” respektive Gaius, men eftersom de ansågs höra samman med Första Johannesbrevet kom de ändå att ingå i samlingen av katolska brev. En annan bidragande orsak kan ha varit att antalet katolska brev, med dem inräknade, kom att uppgå till det symboliska talet sju.
I början av 300-talet skriver kyrkofader Eusebios av Caesarea att Johannesbreven tillhör de sju katolska breven. Medan fyra av dessa har namngivna avsändare, är Johannesbreven anonyma. Origenes (cirka 250) benämner Första Johannesbrevet katolskt. Även om det bland Johannesbreven främst var det första som räknades till de katolska breven, finns tillräckligt med belägg för att också de två andra accepterades och kom att räknas till de katolska på 300-talet.

### Förfalskningar

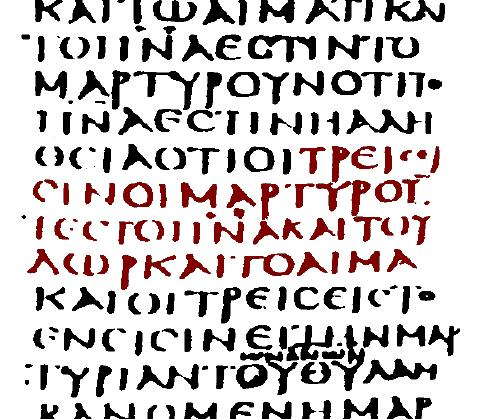
Utdrag ur Codex Sinaiticus med Första Johannesbrevet 5:7–8 markerat i rött utan tilläggen till stöd för treenighetsläran.

Av de sju katolska breven var Första Johannesbrevet tillsammans med Första Petrusbrevet de brev som främst var i bruk under 100- och 200-talen. Dessa båda kom också generellt att accepteras av den tidiga kyrkan. De är också de två katolska brev som har flest äkthetsförespråkare i dag. Normalt betraktas alltså Första Johannesbrevet inte som en förfalskning, inte ens av dem som betvivlar den kristna traditionens uppgifter om vem författaren var, eftersom författaren själv aldrig utger sig för att vara en specifik berömd person. Men exempelvis Bart Ehrman menar att boken ändå bör betraktas som en sådan, eftersom författaren enligt honom felaktigt utger sig för att vara ett vittne (1 Joh 1:1–4), och ha tillhört Jesu innersta krets. Syftet synes ha varit att ge auktoritet åt författarens avsikt med brevet och därmed sätta motståndarnas doketiska undervisning på plats.
Treenighetsförklaringen i Första Johannesbrevet 5:7–8, Comma Johanneum, som letat sig in i flera moderna bibelöversättningar är en interpolation. Efter ”det är tre som vittnar” finns tillägget ”i himmelen: Fadern, Ordet och den Helige Ande, och dessa tre äro ett. Och tre äro de som vittna på jorden”. Detta saknas i de äldsta handskrifterna och dyker upp för första gången i sena utgåvor av Vulgata och i några få mycket sena grekiska texter.

## Författare och bakgrund

### Kandidater till författare
Frågan om vem eller vilka som skrev breven är en av de mest omdebatterade frågorna inom den johanneiska forskningen. Åtminstone sedan biskop Irenaeus dagar på 180-talet och framåt, har det funnits en föreställning om att Jesu lärjunge Johannes, Sebedaios son har skrivit både Johannesevangeliet och Första och Andra Johannesbreven. Senast från mitten av 200-talet har detta också antagits gälla Tredje Johannesbrevet. Denna uppfattning har dock med början under 1800-talet kommit att ifrågasättas, med förslag om en ensam författare som har skrivit alla tre breven (en författare som kan, men inte behöver ha varit Johannes, Sebedaios son), till flera okända författare till breven (och till Johannesevangeliet).
De som betonar likheterna mellan Johannesevangeliet och Johannesbreven (exempelvis ordförråd, stil och teologiskt perspektiv) menar oftast att en författare skrev alla tre breven och också evangeliet. De som menar att skillnaderna mellan evangeliet och breven (exempelvis gällande försoningen, eskatologin, parakletens identitet, stil och ordförråd) är mer betydelsefulla, anser att olika författare ligger bakom skrifterna. Dessa förslag varierar mellan att fyra olika författare har skrivit breven och evangeliet, till att Andra och Tredje Johannesbreven har samma författare, att Första och Andra har samma författare eller att alla breven skrevs av samma person, men att evangeliet skrevs av en annan person. Med flera författare kommer också förslag om flera kandidater. Dessa innefattar evangelisten Johannes, den senare redaktören av Johannesevangeliet, en okänd församlingsäldste inom den johanneiska församlingen, lärjungen Johannes, presbytern Johannes från Mindre Asien, en okänd följare av ”den älskade lärjungen”, och så vidare.
Det föreligger åtminstone någon form av samsyn om att ifall Johannesbreven inte skrevs av samma författare, innebär ändå brevens likhet vad gäller innehåll och stil att de alla återspeglar en gemensam tradition eller har sitt ursprung i en grupp kristna som delar en tydligt urskiljbar världsåskådning och förståelse för omvärlden, en grupp som har sitt ursprung genom en auktoritativ gestalt, som exempelvis den lärjunge som Jesus enligt Johannesevangeliet älskade, och som enligt det senare tillagda slutet av evangeliet också skrev detta evangelium.

### Johannesevangeliet kontra Johannesbreven

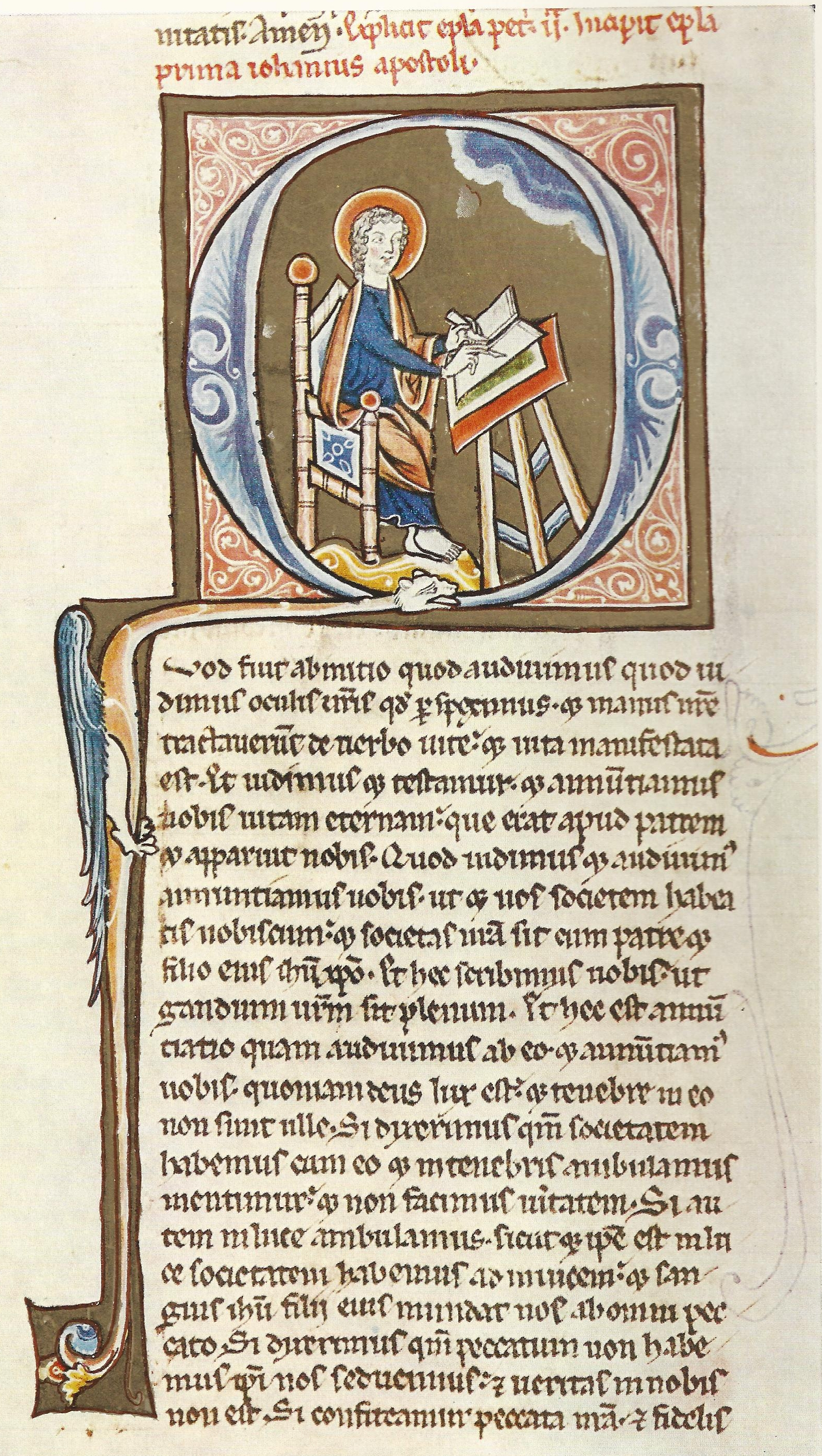
Inledningen av Första Johannesbrevet i en Vulgata-handskrift från 1200-talet, Stadtarchiv Stralsund.

Johannesevangeliet och Första Johannesbrevet gör inga anspråk på att ha skrivits av samma person. Fastän de stil- och språkmässigt påminner om varandra, finns inte tillräckliga belägg för att kunna avgöra om de är skrivna av samma person. Likheterna går bra att förklara med två författare som tillhörde samma skola. Många forskare menar att fler än en författare har bidragit till Johannesevangeliet, med stöd av bland annat tillägget i slutet av evangeliet: ”Det är den lärjungen som vittnar om allt detta och har skrivit ner det, och vi vet att hans vittnesbörd är sant.” Och om den johanneiska litteraturen är en produkt av en grupp människor med likartade föreställningar, kan breven vara skrivna av någon inom denna grupp. Då Johannesevangeliet och de tre Johannesbreven uppvisar sådana påtagliga teologiska och språkliga likheter, menar många forskare att även om de har olika författare, har de alla tillkommit inom den så kallade johanneiska skolan. Som regel brukar denna rörelse, eller dessa församlingar placeras i Efesos och dess omgivning i Mindre Asien vid nuvarande Turkiets västra kust. Utöver Johannesevangeliet och de tre Johannesbreven, räknas också Uppenbarelseboken till Johanneslitteraturen, de skrifter som traditionellt har tillskrivits lärjungen Johannes. Av dessa fem skrifter är det endast Uppenbarelseboken som utgör en stark länk mellan Johanneslitteraturen och Mindre Asien, trots att den av många inte anses höra samman med övriga Johannesskrifter på grund av dess avvikande genre, stil och teologi.

### Första Johannesbrevet
Författaren av Första Johannesbrevet identifierar sig inte över huvud taget. Om det rör sig om samma person som skrev Johannesevangeliet eller de övriga Johannesbreven, är en omstridd fråga. Vissa forskare menar att evangeliet och brevet skrevs av samma person. I så fall anser man som regel att denna person var Jesu lärjunge Johannes. Till stöd för denna uppfattning åberopar man utöver den kristna traditionen, bland annat den likartade terminologin och tankevärlden. Terminologin i Första Johannesbrevet påminner om den i Johannesevangeliet. Den mest påtagliga likheten mellan Johannesevangeliet och Johannesbreven är dualismen. Det språk och den retorik som brukas, är i fråga om såväl personer som idéer starkt polariserande, exempelvis genom paren ljus – mörker, sanning – lögn, kärlek – hat, liv – död, vi – de, Guds barn – djävulens barn”, och så vidare. Detta menar vissa gör det troligt att samme man som redigerat evangeliet också har skrivit Första Johannesbrevet, och därmed också de båda andra Johannesbreven.
Andra skäl som anförs är att författaren av Första Johannesbrevet (1 Joh) uppger att han är ett ögonvittne till Kristus (1 Joh 1:1–3). Denna omständighet, plus att språket anses vara direkt och oförställt och uttrycka auktoritet, anser en del forskare vara en intäkt för att författaren verkligen var ett ögonvittne till Kristus. Dessutom fanns inom den tidiga kyrkan inga andra förslag än lärjungen Johannes som författare av Första Johannesbrevet.
Men merparten forskare menar att Johannesevangeliet och Johannesbreven skrevs av olika personer. Johannesevangeliet och Första Johannesbrevet uppvisar en skillnad vad gäller språket, den teologiska begreppsvärld som förutsätts, och de skilda förhållanden som råder. Detta pekar på olika författare. Författaren av Första Johannesbrevet (1 Joh) uppvisar inte samma språkliga skicklighet som den som skrev Johannesevangeliet Första Johannesbrevet är skrivet i samma anda som Johannesevangeliet, men citerar ingenting ur det. Av denna anledning antar exempelvis Udo Schnelle att Första Johannesbrevet sannolikt skrevs strax efter de övriga Johannesbreven, men innan Johannesevangeliet, cirka år 95 och troligen i närheten av Efesos. De befintliga beläggen utesluter förvisso inte att samma person skrev både evangeliet och breven, men gör detta scenario osannolikt.

### Johannesbrevens förhållande till varandra

#### Brevens språk, budskap och likheter
Johannesevangeliet och Johannesbreven uppvisar en likhet vad gäller ordförråd, idiom, infallsvinkel och världsåskådning. Första Johannesbrevet (1 Joh) är närmare förbundet med evangeliet. De två korta, ofta benämnda ”de mindre” eller ”de små”, Andra och Tredje Johannesbreven står närmare varandra. De parallella uttrycken i början och slutet av Andra och Tredje Johannesbreven utgör tydliga tecken på att samma person har skrivit båda breven. Andra och Tredje Johannesbreven är sammanbundna genom sin brevform, sin gemensamma avsändare och de ämnen som avhandlas. Båda tar upp hur gästfriheten ska tillämpas i missionen. Första Johannesbrevet är också närmare förbundet med Andra än med Tredje Johannesbrevet. Andra Johannesbrevet är därmed länken mellan det första och det tredje brevet, genom att vara nära förbundet med dem båda. Tredje Johannesbrevet verkar däremot vara mer oberoende från Första Johannesbrevet vad gäller språket. Om man därför enbart betraktar dessa båda brev, finns följaktligen inte någon större anledning att anta att författaren av Första Johannesbrevet också skrev Tredje Johannesbrevet. Men eftersom beläggen är desto starkare för att det första och det andra brevet har samma författare, och att också det andra och det tredje har samma författare, följer att Första och Tredje Johannesbreven bör ha skrivits av samma person.

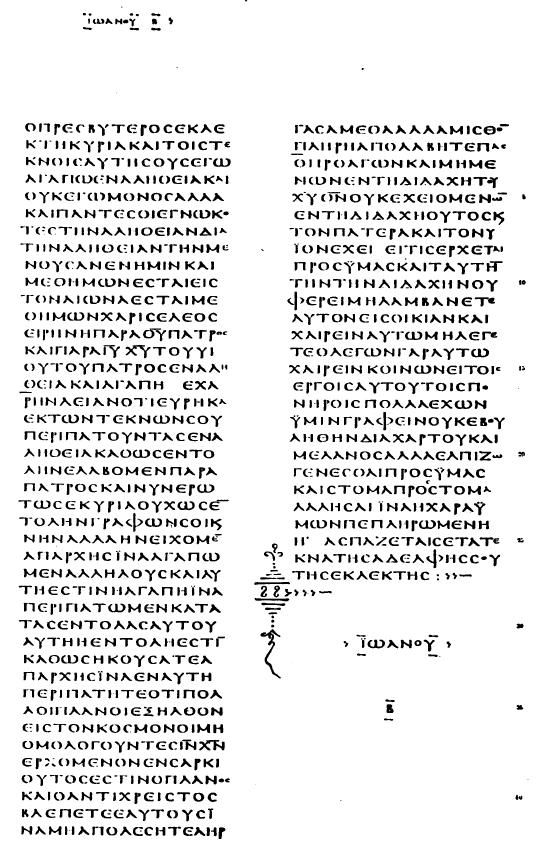
Hela Andra Johannesbrevet i Codex Vaticanus från 300-talet.

John Painter menar att vi inte längre kan förlita oss på traditionens uppgifter om vem som skrev breven. Vi vet inte om de skrevs av samma person som skrev evangeliet, eller ens som de alla skrevs av samma person. På grund av språk stil och teman, är det troligt att såväl breven som evangeliet är produkter av den så kallade johanneiska skolan.

#### Den gamle som författare av de mindre breven
Både Andra Johannesbrevet (2 Joh 1) och Tredje Johannesbrevet (3 Joh 1) sägs vara skrivna av ”den gamle” eller ”den äldre” (komparativform) eller ”den äldste” (församlingsäldste) (grekiska: ὁ πρεσβύτερος, ho presbyteros, ibland återgivet som Presbytern på svenska). Det betyder i första hand den äldre i bemärkelsen den äldre mannen som erhållit socialt anseende till följd av de erfarenheter han skaffat sig genom ett långt liv. Men inget i breven tyder på att den äldres auktoritet skulle vila på hans höga ålder. Beteckningen ho presbyteros (presbytern = den äldre) kan därför betyda en man som innehar ett särskilt ämbete i form av församlingsäldste, utan att han är speciellt gammal. Beteckningen är också något märklig eftersom det finns många äldre, och den därför borde åtföljas av ett namn. En annan möjlighet är att beteckningen avser en så välkänd och omisskännlig gestalt att det inte ansågs nödvändigt att skriva ut namnet. Flera menar att för att de två små breven (2 Joh och 3 Joh) ska ha bevarats och senare upptagits i kanon, bör de ha skrivits av en framstående ledare inom den johanneiska skolan. En sådan person skulle kunna vara den Johannes som Papias nämner enligt det Eusebios senare återger. Papias nämner en ”presbyter Johannes” (grekiska: ὁ πρεσβύτερος Ἰωάννης, ho presbyteros Iōannēs), och med ledning av det Papias skriver, särskiljer Eusebios denne från lärjungen Johannes. Flera menar att ”den äldre” kan avse en lärjunge till en lärjunge åt Jesus, således en andragenerationsledare.
Utöver att både Andra Johannesbrevet och Tredje Johannesbrevet uppges ha skrivits av samme äldre man, finns en omfattande likhet mellan breven vad gäller utformning och språk. Detta tyder på att breven skrevs av samma person. Tillkomstplatsen för båda breven är troligen Mindre Asien, möjligen Efesos.
Andra Johannesbrevet vänder sig till ”den utvalda frun och hennes barn” (2 Joh 1). Många menar att den ”utvalda frun” eller ” utvalda damen” (grekiska: ἐκλεκτὴ κυρίᾳ, eklektē kyria) inte avser en enskild individ utan en församling. Författaren av Tredje Johannesbrevet vänder sig till en annars okänd Gaius (3 Joh 1). Denne Gaius kallas ”käre broder” och bör följaktligen vara en kristen man med vilken brevskrivaren har ett gott förhållande.

#### Första Johannesbrevets författare
En vanlig uppfattning är att också författaren av Första Johannesbrevet bör vara presbytern Johannes, samma person som i så fall skrev de mindre breven. Huvudargumentet för en gemensam författare av de tre Johannesbreven är att de alla uppvisar en likartad stil. Men dessa likheter, menar vissa, kan också bero på att man inom den johanneiska skolan hade en gemensam sociolekt, och dessutom finns vissa skillnader i språk och stil mellan å ena sidan Första Johannesbrevet och å andra sidan Andra och Tredje Johannesbreven. Det som talar emot att presbytern Johannes skrivit Första Johannesbrevet (även om han skrivit de andra små breven) är att författarens sanna identitet inte framgår någonstans i brevet. Eftersom författaren av de andra två breven titulerade sig ”presbytern” (ho presbyteros), kunde man förvänta sig att han skulle ha gjort detsamma i detta brev, om han skrivit det. I motsats till de andra breven, saknar dessutom Första Johannesbrevet de grundläggande dragen i ett egentligt brev. Innehållet i Första Johannesbrevet avviker också delvis från det i de övriga två breven. Men även om det är möjligt att breven har olika författare, finns starka skäl att anta att de skrevs av en person. Eftersom Första Johannesbrevet inte är ett egentligt brev, kan man heller inte förvänta sig att författaren ska identifiera sig på samma sätt som i de två andra, vilka ansluter sig till typiska grekisk-romerska brev. De skillnader som föreligger mellan breven hindrar inte att de skrevs av en person. Den uppenbara likheten vad gäller ordförråd, tema och språk har övertygat de flesta forskare om att samma person skrev alla tre breven.

### Johannes författare enligt traditionen
Biskop Irenaeus hävdade omkring år 180 att både Johannesevangeliet och Första Johannesbrevet skrevs av ”Herrens lärjunge Johannes”, och eftersom han inte gör någon åtskillnad på Första Johannesbrevet och Andra Johannesbrevet, måste han rimligen mena att också Andra Johannesbrevet skrevs av denne Johannes. Han presenterar dock inga egentliga belägg för att så är fallet.
Eftersom Irenaeus skrifter hade stort inflytande från 180-talet och framåt, är det logiskt att Tertullianus år 220 rättade sig efter Irenaeus genom att acceptera att Johannes författat evangeliet, Första Johannesbrevet och även Uppenbarelseboken. Först på 260-talet ifrågasätter Dionysios att ”aposteln, Sebedeus’ son, Jakobs broder, från vilket det så kallade Johannes-evangeliet och det katolska brevet härröra”, skulle ha kunnat skriva en så annorlunda bok som Uppenbarelseboken. Han menar att denna i stället skrevs av en helig och inspirerad man med samma namn. Men Första Johannesbrevet kom inte att ifrågasättas. I början av 300-talet hänvisar dock kyrkofader Eusebios till Papias, som skriver att det fanns två Johannes, en lärjunge till Jesus och en ”presbyter”.

## Tidiga bevittnanden

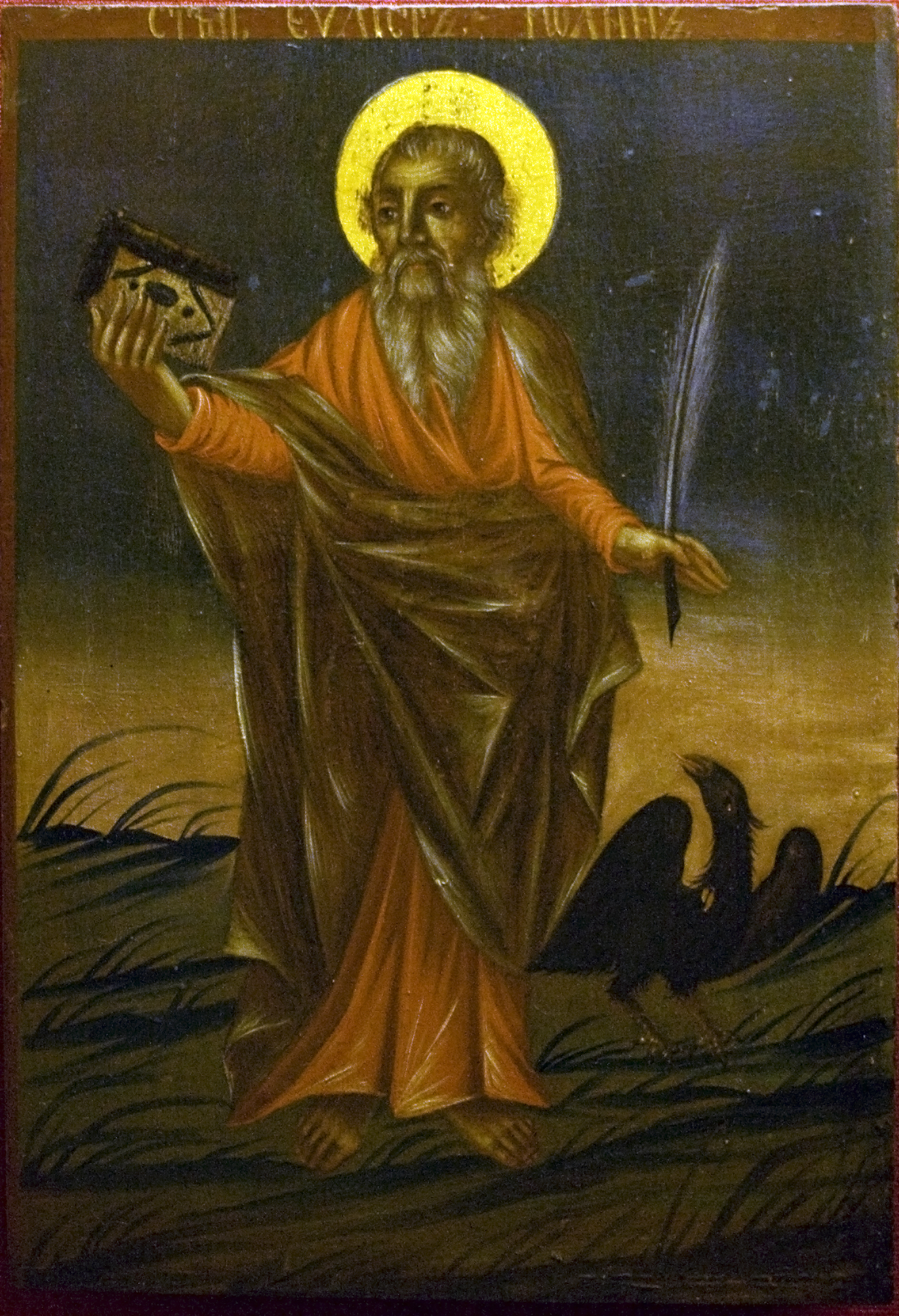
Evangelisten Johannes i en målning från 1760-talet i den grekisk-ortodoxa kyrkan och museet i Miskolc. Enligt den kristna traditionen skrev han Johannesevangeliet, Johannesbreven och Johannes uppenbarelse.

### Textvittnen till och namn på skrifterna
Det äldsta textvittnet till Första Johannesbrevet är {\displaystyle {\mathfrak {P}}}9 från mitten av 200-talet, till Andra och Tredje Johannesbreven såväl Codex Sinaiticus som Codex Vaticanus, båda från 300-talet.
Sannolikt bar Johannesbreven från början inga namn. Eftersom det finns vissa variationer i Första Johannesbrevets titel i handskrifterna, går det dra slutsatsen att den skriften från början saknade titel. De nuvarande beteckningarna torde ha tillkommit tidigast i mitten av 100-talet. Det finns ingen säker hänvisning till, eller namngivning av, något av Johannesbreven före biskop Irenaeus av Lyon på 180-talet.

### Möjliga bevittnanden
Möjliga anspelningar på främst Första Johannesbrevet finns i Första Klemensbrevet (cirka år 96), hos Ignatios av Antiochia (cirka 110–115), i Didache (kanske omkring 120), i Barnabasbrevet (mitten av 100-talet) och i Andra Klemensbrevet (mitten av 100-talet). Från 100-talets mitt blir uttryck och teman som liknar dem i Första Johannesbrevet vanligare och tydligare. Det gäller Hermas Herden (mitten av 100-talet), och Justinus Martyren (cirka 150). Den tidigaste någorlunda säkra användningen av breven återfinns hos Polykarpos (senast år 140), där Polykarpos använder en formulering som är snarlik formuleringar som förekommer i både Första och Andra Johannesbreven. Eusebios skriver att även Papias, en samtida till Polykarpos, använde Första Johannesbrevet, utan att vi har detta av Papias bevarat. 

### Säkra bevittnanden
De första säkra citaten återfinns hos biskop Irenaeus av Lyon (cirka 180), som vid tre tillfällen citerar ur de två första Johannesbreven. Däremot visar han inte att det skulle röra sig om två skilda brev utan ger sken av att de bara utgör ett brev, och Irenaeus menar att Herrens lärjunge Johannes skrivit brevet (eller breven), Johannesevangeliet och Uppenbarelseboken.
Under det efterföljande 200-talet citeras Första Johannesbrevet av flera kyrkofäder, då mellan fyrtio och femtio gånger av Tertullianus, vidare av Cyprianus, av Klemens av Alexandria och av Origenes. Eusebios skriver att Origenes (cirka 250) kände till alla tre breven, men uppgav även att många ansåg att de två mindre var oäkta. Origenes lärjunge Dionysios av Alexandria (död år 265) ansåg att Johannes skrivit både evangeliet och det ”katolska brevet” (1 Joh) samt att det också fanns ett andra och ett tredje Johannesbrev vilka var ifrågasatta. Som framgår av ett kyrkomöte i Karthago år 256, var alla tre breven kända i Nordafrika vid denna tid. Även Eusebios skilde på breven, så att han förlade Första Johannesbrevet till kategorin allmänt erkända skrifter, och de två andra till de omdiskuterade. I slutet av 300-talet skrev kyrkofader Hieronymus att många ansåg att de mindre breven skrivits av presbytern, och inte aposteln, Johannes. Andra kyrkofäder i östra delen av kyrkan, under början av 400-talet, som Johannes Chrysostomos och Theodoros av Mopsuestia, verkar inte ha använt de små breven. Dock är det vanligt att alla tre breven sågs som en enhet under senare delen av 300-talet och framåt, då av Athanasios år 367 och på kyrkomötet i Hippo år 393 och kyrkomötet i Karthago år 397. Didymos den blinde skrev i slutet av 300-talet den första kommentaren, där breven behandlades som en grupp. Och i början av 400-talet höll Augustinus predikningar över Första Johannesbrevet.
I den syriska kyrkan accepterades dock inte de mindre breven lika beredvilligt, och de saknades i den syriska standardversionen av Bibeln, Peshitta, en översättning gjord omkring år 400. Endast Första Johannesbrevet togs med, och de små breven kom med först i en senare version på 500-talet, men fortsatte att avvisas som kanoniska av nestorianerna. Ej heller kom de små breven att citeras av de tidiga syriska kyrkofäderna.

### Sammanfattning
De två första breven verkar ha använts i slutet av hundratalet, då Irenaeus av Lyon, Klemens av Alexandria och Muratoriekanon (såvida denna stammar från den tiden). Under 200-talet nämns alla tre breven, men de två mindre brevens äkthet var ifrågasatt av vissa. Diskussionen om dessa mindre brevs äkthet fortsatte under hela 300-talet.
Även om Eusebios skriver att Origenes använde de mindre breven, finns dock inget av detta bevarat i Origenes egna skrifter. Breven nämns också i senare diskussioner om kanon, men den första användningen av Tredje Johannesbrevet i det bevarade materialet återfinns hos Ambrosiaster och Hieronymus mot slutet av 300-talet. Avsaknaden av bevittnanden av de mindre breven verkar mer ha berott på att de var relativt okända än att de var starkt ifrågasatta.

## Brevens inbördes tillkomstordning

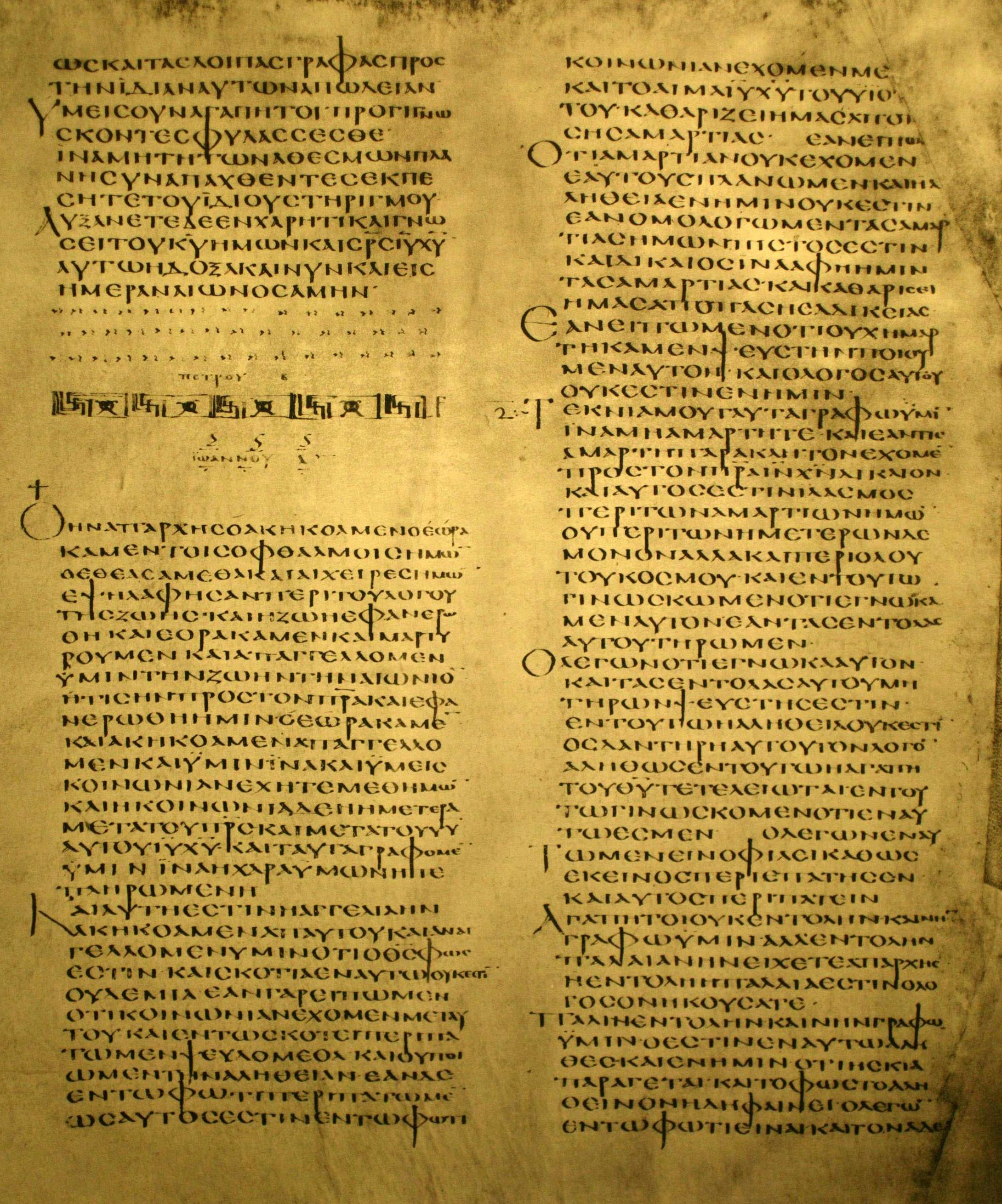
Slutet av Andra Petrusbrevet och inledningen av Första Johannesbrevet I Codex Alexandrinus från början av 400-talet.

### Tillkomstordningen Tredje, Andra, Första Johannesbrevet
Ingen vet i vilken ordning Johannesbreven skrevs. Varken kyrkotraditionen eller interna tecken ger några säkra hänvisningar, och de kom att ordnas efter längd med det längsta först. Vissa föredrar ordningen 3–2–1, eftersom i det tredje brevet den rådande konflikten anses kunna lösas, medan konflikten i första brevet redan anses ha ägt rum. Å andra sidan vet vi inte om breven riktar sig till samma församling, vilket gör det svårt att avgöra stadier i denna konflikt.

### Tillkomstordningen Första, Andra, Tredje Johannesbrevet
Andra föredrar ordningen 1–2–3, emedan brevens innehåll då går från en mer teoretisk ståndpunkt till ett specifikt praktiskt problem. Enligt Tredje Johannesbrevet 9 har ”den gamle” redan skrivit till Gaius församling, men en viss Diotrefes har avvisat det som denna skrift uppmanade till. Vissa antar att den skriften är detsamma som Första Johannesbrevet, varför denna i så fall måste ha skrivits före Tredje Johannesbrevet. John Painter anser att det finns goda argument för antagandet att Andra Johannesbrevet var ett introduktionsbrev som beledsagade Första Johannesbrevet, vilket skulle kunna vara orsaken till att Irenaeus på 180-talet synes ha betraktat de båda breven som endast ett brev. Men andra anser att det inte finns något som tyder på att Första Johannesbrevet skulle ha skickats till samma församling som de två mindre breven, utan att det finns goda belägg för att det cirkulerade som en egen komposition. Annars, menar man, är det svårt att förklara varför de mindre breven inte redan från början mer allmänt accepterades som auktoritativa texter. Ytterligare andra menar att alla breven kan ha skrivits samtidigt och skickats till samma plats vid samma tillfälle, vilket i så fall skulle kunna vara en orsak till att de mindre breven alls kom att bevaras. Mottagaren i Andra Johannesbrevet, den utvalda frun och hennes barn, avser sannolikt en eller ett antal lokala församlingar, något som stärks av den avslutande meningen, där ”din utvalda systers barn hälsar dig”. I så fall sammanfattar och förklarar Andra Johannesbrevet innehållet i Första Johannesbrevet, som handlar om en uppkommen schism inom församlingen (1 Joh 2:19) och efterdyningarna av denna i form av chock, förvirring och osäkerhet (1 Joh 2:18–27, 4:1–6). Och om så är fallet borde Första Johannesbrevet ha skrivits före Andra Johannesbrevet, och Tredje Johannesbrevet ha skrivits därefter.

### Tillkomstordningen Andra, Tredje, Första Johannesbrevet
Ytterligare andra argumenterar för ordningen 2–3–1, alldenstund Tredje Johannesbrevet 9 förefaller referera till Andra Johannesbrevet och därför bör ha skrivits efter detta, samt att de båda mindre brevens användning av presbyteros (församlingsäldste) pekar på en relativt tidig period inom den johanneiska skolan.

## Datering
Alla tre brev antas ha skrivits ungefär samtidigt, nära på varandra, och som regel dateras de inom ett tidsspann på högst 10 år. Deras datering är delvis avhängig dateringen av Johannesevangeliet. Majoriteten forskare anser att huvuddelen av Johannesevangeliet, eller till och med den slutliga utgåvan, skrevs före Johannesbreven. Några forskare menar att breven tillkom före slutredaktionen av evangeliet eller att de två första breven gjorde det. Därför förläggs breven normalt till omkring år 100, där de som anser att slutredigeringen av Johannesevangeliet skedde ungefär samtidigt eller strax efter breven förordar mitten av 90-talet. Breven brukar följaktligen dateras till ungefär 95–100. En minoritetsposition utgörs av Daniel L. Akin (född 1957), som menar att det är svårt att vara mer exakt än någon gång perioden 85–100. Lars Hartman (född 1930) vill inte datera brevet till senare än cirka år 100. Udo Schnelle anser att det tredje brevet bör ha skrivits kort efter det andra brevet, i början av 90-talet. Raymond E. Brown förlägger brevens tillkomst till cirka år 100.
Några få forskare har argumenterat för en såväl betydligt tidigare tillkomst, före år 70, som en betydligt senare, framemot mitten av 100-talet och i något fall så sent som 170–180, men dessa dateringar har inte vunnit något större stöd inom forskarvärlden.